# Netzdichte
Die Netzdichte (englisch network density) ist eine Kennzahl, welche die Länge eines Verkehrsnetzes in einem Gebiet ins Verhältnis zur Fläche setzt. Der Begriff wird auch im Personen- und Gütertransport verwendet.

## Allgemeines
Das betrachtete Gebiet kann eine Region oder ein Staat sein. Gemessen wird die Netzdichte bei Netzwerken, insbesondere bei Verkehrsnetzen. Die Verkehrsstatistik erfasst bei Verkehrsnetzen das Straßennetz, Schienennetz und Wasserstraßennetz, teilweise auch den Rohrleitungstransport. Die absolute Länge der Straßen, Schienen oder Wasserstraßen ist für Analysezwecke meist ungeeignet, da die längsten Verkehrswege tendenziell in Flächenstaaten vorzufinden sind.
Mit der Netzdichte des Verkehrsnetzes befasste sich 1934 bereits Carl Pirath. Für ihn hängt der Verkehrsbedarf der Verkehrsteilnehmer von der Netzdichte ab. Je engmaschiger das Verkehrsnetz ist, umso mehr nimmt das Verkehrsbedürfnis zu. Die Netzdichte ist eine wesentliche Kennzahl der logistischen Infrastruktur des Güterstroms hinsichtlich der Verkehrswege.

## Berechnung
Die Netzdichte ist das Verhältnis der Streckenlänge des Verkehrsträgers (Straße, Schiene, Wasserstraße) zur Fläche des Verkehrsraums. Die Kennzahl der Netzdichte {\displaystyle N} sagt aus, wie viel Kilometer (km) oder Meter (m) eines Verkehrsweges {\displaystyle V} auf einen Quadratkilometer (km²) der Staatsfläche {\displaystyle F} entfallen:
{\displaystyle N={\frac {\text{V}}{\text{F}}}}.
Die Netzdichte wird als Maßeinheit in m/km² oder km/km² ausgedrückt. Sie macht Aussagen über die Intensität der Verkehrsinfrastruktur innerhalb der Staatsfläche.

## Arten
Ermittelt wird die Netzdichte bei Verkehrsnetzen für das Straßennetz, Schienennetz und Wasserstraßennetz. Der Länge der Straßen, Eisenbahnschienen und Wasserstraßen (schiffbare Binnengewässer) wird die Staatsfläche gegenübergestellt.

### Straßennetz
Das Straßennetz als weltweit wichtigstes Verkehrsnetz der 12 wichtigsten Staaten weist folgende Längen und Netzdichten aus:
| Staat               | Länge Straßennetz (in km) | Netzdichte (in km/km²) |
| ------------------- | ------------------------- | ---------------------- |
| Vereinigte Staaten  | 6.586.610                 | 0,69                   |
| Indien              | 4.699.024                 | 1,42                   |
| Volksrepublik China | 4.577.300                 | 0,48                   |
| Brasilien           | 1.580.964                 | 0,19                   |
| Russland            | 1.283.387                 | 0,07                   |
| Japan               | 1.218.772                 | 3,22                   |
| Kanada              | 1.042.300                 | 0,10                   |
| Frankreich          | 1.028.446                 | 1,63                   |
| Australien          | 823.217                   | 0,11                   |
| Südafrika           | 747.014                   | 0,61                   |
| Spanien             | 683.175                   | 1,35                   |
| Deutschland         | 627.000                   | 1,75                   |

Weltweit beträgt die Gesamtlänge des Straßennetzes, bestehend aus befestigten und unbefestigten Straßen, rund 31,7 Millionen Kilometer. Die Netzdichte sagt aus, wie viel Kilometer (km) Straße auf einen Quadratkilometer (km²) Staatsfläche entfallen. Die Straßendichte ist in hoch entwickelten Flächenstaaten (USA, Japan) relativ hoch, aber auch in einigen weniger entwickelten Flächenstaaten (Indien).

### Schienennetz
Europa
| Staat                   | Netzlänge (km) | Fläche (km²) | Netzdichte (m/km²) |
| ----------------------- | -------------- | ------------ | ------------------ |
| Albanien                | 253            | 28.791       | 8,79               |
| Belgien                 | 3.629          | 30.667       | 118,33             |
| Bosnien und Herzegowina | 1.025          | 51.129       | 20,04              |
| Bulgarien               | 4.029          | 110.996      | 36,30              |
| Dänemark                | 2.448          | 42.925       | 57,03              |
| Deutschland             | 38.691         | 357.569      | 108,21             |
| Estland                 | 1.171          | 45.336       | 25,83              |
| Finnland                | 5915           | 338.411      | 17,48              |
| Frankreich              | 27.617         | 638.475      | 43,25              |
| Georgien                | 1.114          | 69.700       | 15,99              |
| Griechenland            | 1.822          | 131.694      | 13,84              |
| Irland                  | 2.045          | 69.947       | 29,24              |
| Island                  | 0              | 103.000      | 0,00               |
| Italien                 | 16.832         | 302.079      | 55,72              |
| Kosovo                  | 249            | 10.908       | 22,83              |
| Kroatien                | 2.617          | 56.594       | 46,24              |
| Lettland                | 1.831          | 64.586       | 28,35              |
| Liechtenstein           | 9              | 160          | 56,25              |
| Litauen                 | 1.924          | 65.284       | 29,48              |
| Luxemburg               | 271            | 2.595        | 104,43             |
| Malta                   | 0              | 316          | 0,00               |
| Moldau                  | 1.151          | 33.800       | 34,05              |
| Monaco                  | 1,6            | 1,97         | 812,18             |
| Montenegro              | 251            | 13.882       | 18,04              |
| Niederlande             | 3.041          | 37.378       | 81,36              |
| Nordmazedonien          | 683            | 25.435       | 26,85              |
| Norwegen                | 3.903          | 384.486      | 10,15              |
| Österreich              | 5.577          | 83.878       | 67,49              |
| Polen                   | 19.539         | 311.928      | 62,64              |
| Portugal                | 2.527          | 92.227       | 27,40              |
| Rumänien                | 10.611         | 238.398      | 44,51              |
| Schweden                | 10.906         | 447.424      | 24,37              |
| Schweiz                 | 5.318          | 41.285       | 128,81             |
| Serbien                 | 3.382          | 77.474       | 43,65              |
| Slowakei                | 3.631          | 49.035       | 74,05              |
| Slowenien               | 1.208          | 20.273       | 59,59              |
| Spanien                 | 16.114         | 505.983      | 31,85              |
| Tschechien              | 9.514          | 78.871       | 120,63             |
| Türkei                  | 11.417         | 780.270      | 14,63              |
| Ukraine                 | 20.647         | 603.700      | 34,20              |
| Ungarn                  | 7.437          | 93.012       | 79,96              |
| Vatikanstadt            | 0,2            | 0,44         | 454,54             |
| Vereinigtes Königreich  | 16.433         | 244.423      | 67,23              |
| Zypern                  | 0              | 9.251        | 0,00               |
| Europäische Union       | 200.947        | 4.103.987    | 48,96              |
| Anmerkungen: 1.         |                |              |                    |

Asien und Australien
| Staat               | Netzlänge (km) | Fläche (km²) | Netzdichte (m/km²) |
| ------------------- | -------------- | ------------ | ------------------ |
| Japan               | 26.435         | 377.915      | 70,0               |
| Indien              | 64.015         | 3.287.263    | 19,5               |
| Volksrepublik China | 77.834         | 9.596.961    | 8,1                |
| Usbekistan          | 3.645          | 447.400      | 8,1                |
| Australien          | 37.855         | 7.741.220    | 4,9                |

Amerika
| Staat              | Netzlänge (km) | Fläche (km²) | Netzdichte (m/km²) |
| ------------------ | -------------- | ------------ | ------------------ |
| Kuba               | 8.598          | 110.860      | 77,6               |
| Vereinigte Staaten | 226.427        | 9.826.675    | 23,0               |
| Argentinien        | 31.409         | 2.780.400    | 11,3               |
| Mexiko             | 17.516         | 1.964.375    | 8,9                |

Afrika
| Staat     | Netzlänge (km) | Fläche (km²) | Netzdichte (m/km²) |
| --------- | -------------- | ------------ | ------------------ |
| Südafrika | 20.872         | 1.219.090    | 17,1               |
| Mosambik  | 4.787          | 799.380      | 6,0                |
| Ägypten   | 5.500          | 1.001.450    | 5,5                |
| Namibia   | 2.626          | 824.116      | 3,2                |
| Sudan     | 5.978          | 2.505.813    | 2,4                |

### Wasserstraßennetz
| Staat               | Netzlänge (km) | Fläche (km²) | Netzdichte (m/km²) |
| ------------------- | -------------- | ------------ | ------------------ |
| Niederlande         | 5.046          | 41.528       | 121,5              |
| Belgien             | 1.500          | 30.528       | 49,1               |
| Deutschland         | 7.350          | 357.092      | 20,5               |
| Frankreich          | 8.500          | 543.965      | 16,2               |
| Volksrepublik China | 123.964        | 9.597.995    | 12,9               |
| Österreich          | 358            | 83.871       | 4,0                |

In den meisten Ländern können Landfahrzeuge auf ein wesentlich engmaschigeres Straßennetz zurückgreifen als Binnenschiffe und Eisenbahnen innerhalb ihrer Netzwerke. Damit kommt dem Straßenverkehr und seiner Verkehrsinfrastruktur eine führende Rolle bei der Erschließung der Fläche zu.

## Netzdichte und Bevölkerungsdichte
Oft korreliert die Bevölkerungsdichte positiv mit der Netzdichte, weil eine dichte Besiedlung mehr Verkehrswege erfordert als eine geringe Besiedlungsdichte. Sieht man von Stadtstaaten und Kleinstaaten ab, so hat Indien eine hohe Bevölkerungsdichte und gleichzeitig auch eine hohe Netzdichte beim Straßen- und Schienennetz. Auch Kleinstaaten mit einer hohen Bevölkerungsdichte (Niederlande, Belgien) können eine wesentlich bessere Netzdichte vorweisen.

## Personen- und Gütertransport
Je engmaschiger ein Verkehrsnetz ist, umso mehr Transportnachfrager oder Verkehrsteilnehmer werden von ihm berührt oder bedient. Im Personentransport wird die Netzdichte durch den Liniennetzplan des öffentlichen Verkehrsnetzes bestimmt. Transportwege und Reisezeiten verkürzen sich für den Fahrgast, wenn die Netzdichte ein hohes Niveau erreicht. Möglichst kurze Fahrzeiten sind ein wesentliches, vom Fahrgast wahrgenommenes Qualitätsmerkmal öffentlicher Verkehrssysteme. Zur Netzdichte gehören im ÖPNV auch die Anzahl der Haltestellen und die Taktung.
Im Gütertransport ist bei Absatzketten, Lieferketten, Transportketten und Vertriebsketten die Netzdichte der entscheidende Faktor für die Termintreue und Zuverlässigkeit von Lieferanten und Zulieferern. Je höher die Netzdichte etwa einer Lieferkette ist, umso geringer ist das Transportrisiko einer Netzstörung und eines Lieferengpasses und umso besser ist die Lieferbereitschaft. Eine optimale Netzdichte führt zur Verringerung der Transportkosten.

## Wirtschaftliche Aspekte
Die einzelnen Verkehrsträger weisen unterschiedliche Vor- und Nachteile im Hinblick auf die Transportmerkmale im Güterverkehr auf:
| Transportmerkmal | Straßen- verkehr | Schienen- verkehr | Binnen- schifffahrt | See schifffahrt | Luftfracht | Rohrleitungs- transport |
| ---------------- | ---------------- | ----------------- | ------------------- | --------------- | ---------- | ----------------------- |
| Transportzeit    | 2                | 4                 | 3                   | 2               | 3          | 2                       |
| Termintreue      | 2                | 3                 | 3                   | 3               | 2          | 2                       |
| Transportkosten  | 3                | 3                 | 3                   | 3               | 4          | 2                       |
| Flexibilität     | 2                | 4                 | 4                   | 3               | 3          | 4                       |
| Netzdichte       | 2                | 3                 | 4                   | 3               | 3          | 4                       |

Wertung:

1 = sehr gut geeignet
2 = gut geeignet
3 = neutral
4 = weniger geeignet
5 = ungeeignet

Die Auswahl des richtigen Transportmittels hängt deshalb vom Transportgut und den Zielen des Auftraggebers ab. Der Rohrleitungstransport weist zwar nach dem Straßenverkehr die meisten positiven Merkmale auf, kann aber nicht für alle Transportgüter genutzt werden.
Beim kombinierten Verkehr geht mit einer Steigerung der Netzdichte die durchschnittliche Länge von Vorlauf- und Nachlaufrachten unterproportional zurück, und es gibt weniger Beförderungsbewegungen „gegen das Frachtgut“.
In Funknetzen wie dem Mobilfunknetz wird die Netzdichte als Netzabdeckung bezeichnet.